# Guldjägarna i Australien
Guldjägarna i Australien är en reality TV-serie från Australien som visar olika grupper av guldletare. Den första säsongen visades 2016 och 2024 har nio säsongen spelats in.
Serien har i maj 2020 visats i 125 länder.